# Иван Карадочев (търговец)
Вижте пояснителната страница за други личности с името Иван Карадочев.
Иван Минков Карадочев е известен български търговец на фини кожени изделия. Деятел на софийския футболен клуб „Левски“. Убит е от комунистическата власт в концентрационния лагер „Слънчев бряг“ край Ловеч. Баща е на певицата Богдана Карадочева. 

## Биография
Роден е на 12 февруари 1907 година в Троян. Произхожда от богато градско семейство, според твърдението на милицията. През 30-те години на ХХ век е един от хората, подпомогнали материално софийския футболен клуб „Левски“, на когото е привърженик; купува нивите, върху които построяват стадион „Герена“. Голямо негово увлечение, както и на съпругата му, е музиката и често ходят в операта с децата, а в колекцията им има над 4000 грамофонни плочи. Има две деца: Богдана и Бойчо.
До 1947 година е производител и търговец на фини кожени изделия. Има фабрика за кожи и магазин на ул. „Ангел Кънчев“ 22. След национализацията е частник занаятчия на кожени облекла. Не е членувал в политически партии нито преди деветосептемврийския преврат, нито след това.
През 1960 година столичното управление на МВР предлага затварянето му в лагер (документ от 10 ноември 1960 г.) с мотив, че като частник кожухар вършел „престъпления и нарушения“, движел се „изключително сред вражеска среда“ и морално не бил „запазен“ (пиел и флиртувал), затова трябвало да бъде въдворен за срок от 1 година. Богдана Карадочева си спомня, че баща ѝ не е изпивал и чаша вино вечер.
Мирчо Спасов със заповед № 60 от 19 ноември 1960 г. го изпраща в концентрационния лагер край Ловеч, наричан „Слънчев бряг“, за срок от една година. Въдворен е там на 8 декември. В лагера политическият отговорник Газдов, прочитайки досието му, започва да крещи: „Частник, частник!“. Свидетел на убийството му е лагеристът Кръстьо Николов, който разказва, че непосредственият убиец е Димитър Цветков (един от бригадирите биячи). „Когато това стана, бях извикан в щаба. На плаца видях как Цветков го бие. Карадочев беше седнал с опрян гръб на една развалена вагонетка. Димитър Цветков със силни ритници в областта на сърцето и с няколко дрянови тояги в областта на главата (Карадочен нямаше коса) го довърши“. Друг лагерист, Тодор Минков, допълва разказа: „Карадочев го оставиха да умре в бараката. Той умря от нанесения му побой“. В акта за смърт е записано, че умрял от диабет, а датата е 23 декември 1960 г. – петнадесет дена след въдворяването му в лагера.
След падането на комунистическия режим през 1989 г. прокуратурата излиза със заключение, че Иван Карадочев е бил бит в продължение на няколко дни по нареждане на Газдов и Горанов. Побоите с тояги са нанасяли лично Горанов и ръководените от него Газдов и бригадирите Узукчиев, Цветков, Благой Гайтански и Слави Борисов Гальов. Със сериозни телесни увреждания е бил захвърлен в барака, където вследствие на нараняванията е починал, а в акта за смърт по нареждане е била вписана невярна диагноза, че е починал от захарен диабет.